# Tituly a vyznamenání Francesca Cossigy

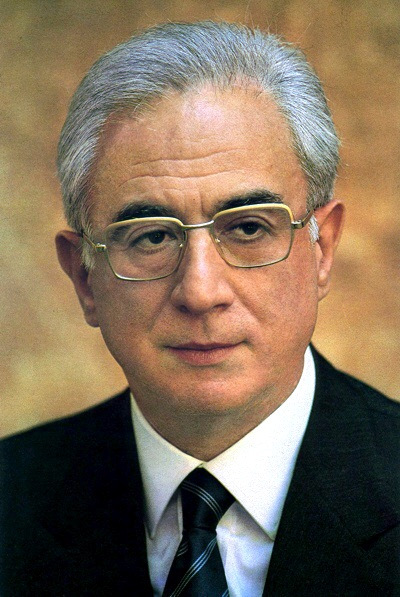
Francesco Cossiga

Francesco Cossiga, bývalý italský prezident a předseda vlády, obdržel během svého života řadu národních i zahraničních vyznamenání. Jakožto prezident byl také od 3. července 1985 do 28. dubna 1992 velmistrem italských řádů.

## Vyznamenání

### Italská vyznamenání

#### Velmistr (3. července 1985 – 28. dubna 1992)
- Řád zásluh o Italskou republiku
- Italský vojenský řád
- Řád za pracovní zásluhy
- Řád hvězdy italské solidarity
- Řád Vittorio Veneto

#### Osobní vyznamenání
- velkokříž s řetězem Řádu zásluh o Italskou republiku – 29. dubna 1992[1]
- velkokříž Řádu za zásluhy italského červeného kříže

### Zahraniční vyznamenání
- Argentina
  -  velkokříž s řetězem Řádu osvoboditele generála San Martína
- Belgie
  -  velkokříž Řádu Leopolda
- Brazílie
  -  velkokříž Řádu Jižního kříže
- Dánsko
  -  velikokříž Řádu Dannebrog
- Egypt
  -  velkokříž Řádu za zásluhy
- Filipíny
  -  velkokříž Řádu Sikatuna – 16. června 1988[2]
- Francie
  -  velkokříž Řádu čestné legie
- Chile
  -  velkokříž s řetězem Řádu za zásluhy
- Chorvatsko
  -  Velký řád krále Tomislava – 3. července 1993 – udělil prezident Franjo Tuđman za jeho uznání suverenity a nezávislosti Chorvatska a za rozvoj přátelských vztahů mezi Itálií a Chorvatskem a to zejména za podíl na uznání Chorvatska zeměmi Evropského společenství dne 15. ledna 1992, kdy svou oficiální návštěvou Chorvatska dne 17. ledna 1992 učinil důležité přátelské gesto a vyjádřil tak podporu Chorvatsku[3]
- Island
  -  velkokříž Řádu islandského sokola – 5. října 1987[4]
- Jordánsko
  -  velkokříž s řetězem Řádu al-Husajna bin Alího
- Katar
  - Řetěz nezávislosti
- Lucembursko
  -  velkokříž Řádu dubové koruny
- Maďarsko
  -  Řád praporu Maďarské lidové republiky
- Malta
  -  Národní řád za zásluhy – 18. září 1991[5]
- Maroko
  - Řád Muhammada
- Mexiko
  -  velkokříž Řádu aztéckého orla
- Německo
  -  velkokříž speciální třídy Záslužného řádu Spolkové republiky Německo
- Nizozemsko
  -  velkokříž Řádu dynastie Oranžsko-Nasavské
- Peru
  -  velkokříž Řádu peruánského slunce
- Polsko
  -  velkodůstojník Řádu znovuzrozeného Polska
  -  velkokříž Řádu za zásluhy Polské republiky
- Portugalsko
  -  velkokříž s řetězem Řádu prince Jindřicha – 22. března 1990[6]
- San Marino
  -  rytíř velkokříže Řádu San Marina
- Slovinsko
  -  Zlatý Řád svobody Slovinské republiky – 25. listopadu 1992 – za zásluhy a osobní přínos k navázání, rozvoji a posílení mezinárodních vztahů, které přispívají k mezinárodnímu uznání a propagaci Slovinska[7]
- Spojené království
  -  čestný rytíř velkokříže Řádu lázně – 23. října 1990[8]
  -  čestný rytíř velkokříže Řádu svatého Michala a svatého Jiří – 1980[8][9]
- Švédsko
  -  Řád Serafínů – 25. března 1991
- Tunisko
  -  velkostuha Řádu 7. listopadu – 25. března 1991
- Venezuela
  -  velkokříž s řetězem Řádu osvoboditele

### Ostatní vyznamenání
- Bourbon-Obojí Sicílie
  -  Konstantinův řád svatého Jiří – 2004[10]
- Suverénní řád Maltézských rytířů
  -  velkokříž s řetězem Maltézského záslužného řádu